# パナマの歴史
パナマの歴史（パナマのれきし）では、パナマ共和国の歴史について述べる。

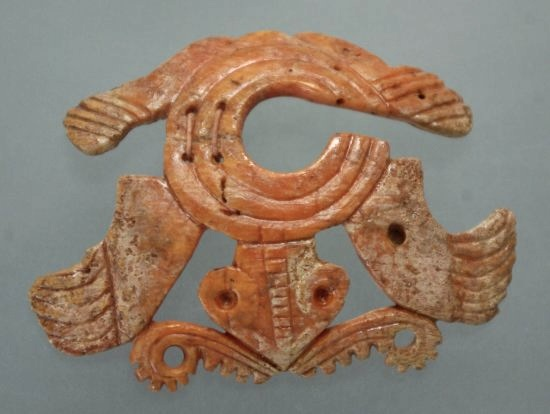
コクレ文化の亀を象った貝製ペンダント。紀元500年1300年頃。ダンバートン・オークス蔵

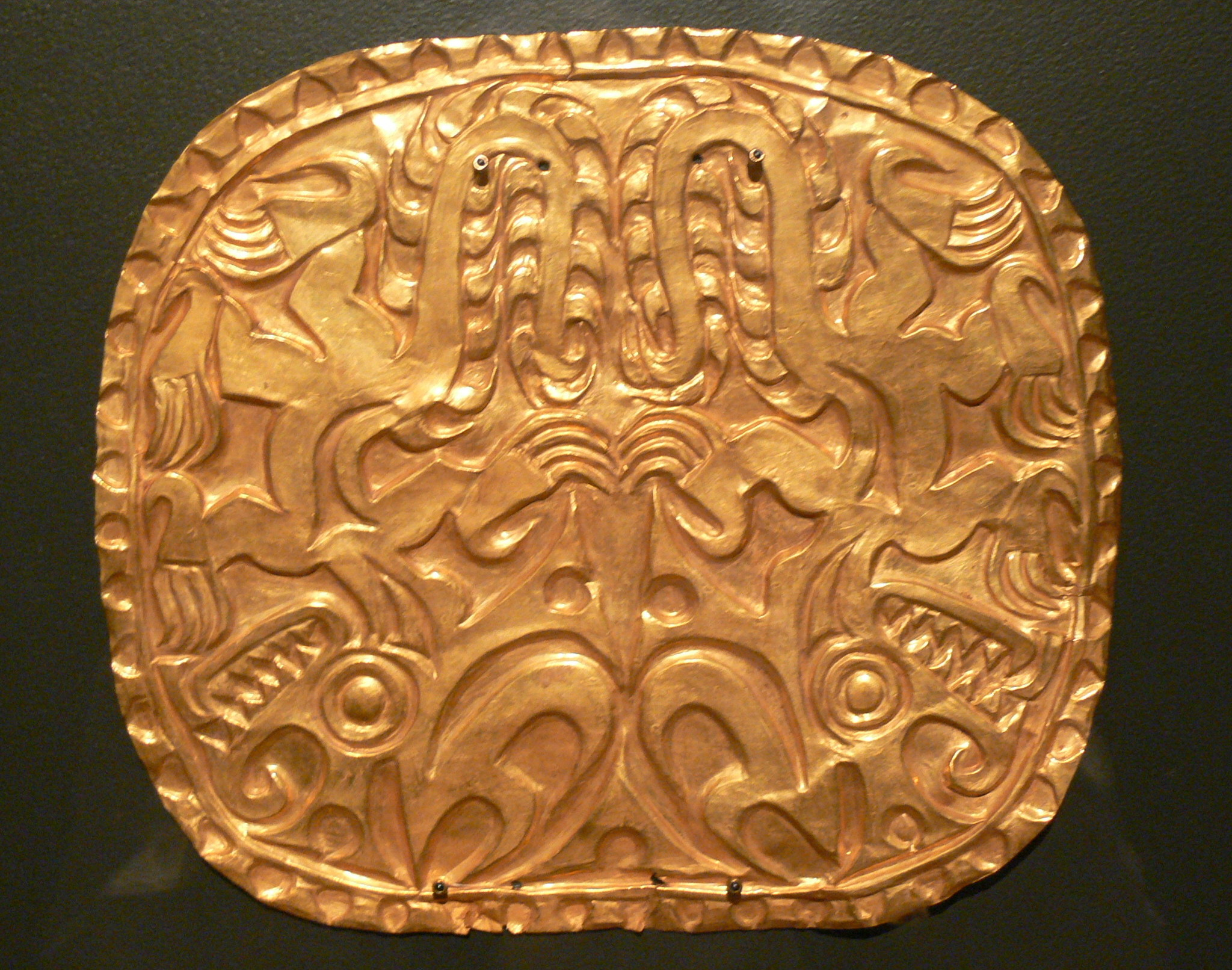
オクラホマ州Gilcrease博物館にあるコクレ文化（シティオ・コンテ出土）の黄金製装飾品。紀元500～1000年頃

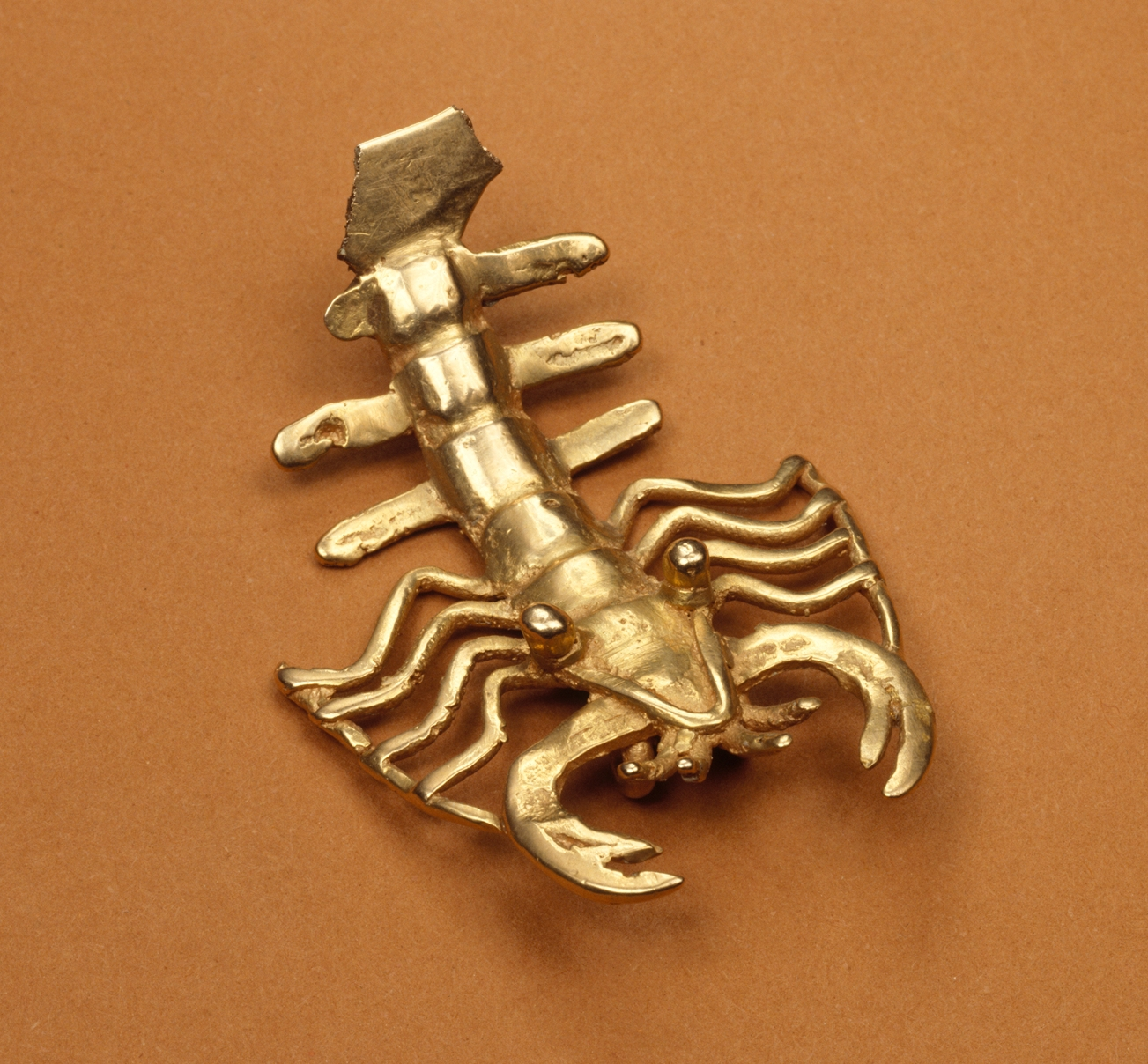
チリキ文化の黄金製ザリガニのペンダント。紀元1100～1600年頃

## 先コロンブス期
ヨーロッパ人の来航以前の現在のパナマの地には、主にチブチャ族を始めとする人々が居住していた。パナマ中部、アスエロ半島北方のパリタ湾岸では紀元前2900年から同1300年に刻線文が施されたモナグリーヨ(Monagrillo)土器を伴う貝塚と内陸の岩陰・洞窟遺跡が営まれた。紀元前1000年頃までにモナグリーヨ土器を伴う集落は放棄され、紀元前900年頃からモナグリーヨの系譜をひく刻線文の土器に加えて二彩土器や多彩色土器を伴うようになる。これらの土器は紀元前6世紀に最も盛んに用いられるようになる。この時期には、掘立柱建物の住居が集まった集落が営まれ、中心的なものとして、ムラ・サリグアが挙げられる。ムラ・サリグアは、紀元前390年頃から、8.5haであった集落が58haにまで急速に発展し、人口は600人から700人近くにまで達したと推定される。紀元前3世紀中葉から後半の時期にはムラ・サリグアより小規模であるが、シティオ・シエラの集落が形成された。シティオ・シエラの住居跡の床面から検出された炭化物の放射性炭素年代は、65B.C.±80からA.D.235±90を示している。遺物には、炭化した多量のトウモロコシに伴い円筒形のすり石のマノと脚部が削り出されたすり皿のメタテ、砥石、磨製石斧を調整する際に発生した剥片や長方形のナイフ形石器などが出土している。住居の床面を剥がすと彩色土器や石器製作のための加工用の道具のほか、貝や黄鉄鉱製の首飾りを伴う集団埋葬墓が検出された。放射性炭素年代から紀元前3世紀から延々と追葬が行われ、被葬者は25体の人骨が確認されている。この時期まで、祭祀センターと見なすことのできる遺跡は出現していない。
アスエロ半島南部での最初の居住を示すブカロ期の遺跡は、トノシ川下流域及び河口、グアンコ川の河口から南西3kmの海岸の三か所で確認されている。居住が開始された年代は不明だが下限はA.D.200年までとされる。農耕は行っていないが刻線文が施された土器や石器が出土している。これらの放射性炭素年代は、A.D.20±100年となっている。ブカロ期に続くのは、エル・インディオ期で、放射性炭素年代は、A.D.390±100及びA.D.450±100という年代が得られており、だいたいA.D.20年から同500年くらいに位置づけられる。エル・インディオ期の集落は、13か所発見されており、うち3か所はブカロ期から続いている集落である。エル・インディオ期の土器は、白地黒彩の二彩土器や黒と赤に塗色された彩文土器で斜めの格子文、十字文、ヘリンボーン（山形文）、玦状文、様式化された人物文など多様な文様が施されている。石器には、穀物や木の実をすりつぶすすり石とすり皿、すなわちマノとメタテが現れ、農耕が始まっていた可能性が強い。金属器も作られており、墓には土器や金属器などが副葬されたものも現れた。エル・インディオ期の土器はトノシ土器とも呼ばれ、コクレ地方や西のベラグアス地方からも出土する。
A.D.500頃には、パナマ中央部のパリタ湾岸では階層社会が形成されていたと考えられ、サミュエル・ラスラップが1930-33年に調査したコクレ(Cocle)文化の代表的な遺跡であるシティオ・コンテ(Sitio Conte)が好例として挙げられる。シティオ・コンテでは、副葬品として多量の金製品を始め、石製装飾品、コンテ多彩色土器などを伴う墓が確認されている。最古の墓である埋葬1号と32号はA.D.400年から同500年のものであり、A.D.900年までの埋葬が確認されている。金製品については、研究者の立場は、コロンビアのシヌー文化の影響によるものという伝播論の立場と、コンテ多彩色土器やパナマ中部の多彩色土器の文様である「羽根を広げたワシ」に類似した文様が見られることから在地発展論の立場と二通りの見解に分かれている。また、コスタリカ東部のディキス(Diquis)地方に隣接するパナマ西部のチリキ(Chiriqui)文化では、素晴らしい彩文土器や土偶を伴う文化が繁栄し、チリキの東方、パリタ湾岸の西方に位置するベラグアス地方では、ディキス地方の影響を受けた金製品や彩文土器が独特の竪坑墓(shaft-and-Chamber tomb)から出土する。コクレ・スタイルに続くエレーラ(Herrera)・スタイルは、雷文や渦巻き文などの幾何学文様が施された壺で知られている。

## スペイン植民地時代

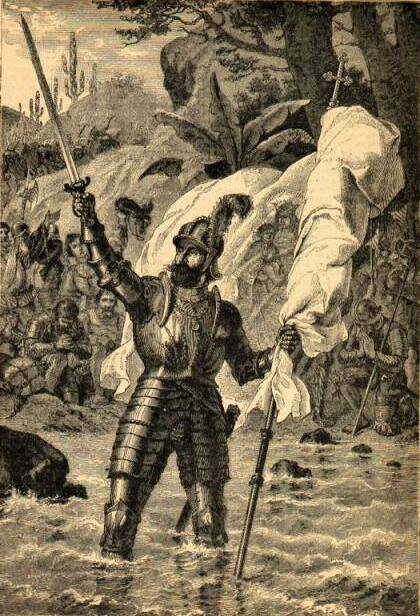
「南の海」（太平洋）を探索するバスコ・ヌーニェス・デ・バルボア

1501年、ヨーロッパ人として始めてスペインの探検家ロドリーゴ・デ・バスティーダスがパナマを訪れ、カリブ海側ダリエン湾のポルトベロに上陸した。翌年には、クリストバル・コロンがモスキトス湾沿岸を探検している。1508年、カスティリャ王フェルナンド5世が、パナマをスペインの探検家ディエゴ・デ・ニクエサに与えた。その後、1513年にバスコ・ヌーニェス・デ・バルボア（スペイン語 Vasco Núñez de Balboa）が太平洋側に到達した（ヨーロッパ人による太平洋の「発見」）。翌1514年には総督としてペドラリアス・ダビラが派遣され、1519年にはパナマ市が建設された。
パナマにも他のアメリカ大陸の植民地と同様にアフリカから黒人奴隷が連行され、インディオは疫病と奴隷労働によって大打撃を受けたが、イスパノアメリカ植民地の交通の要衝、スペイン人の居住都市として1671年1月28日にイギリスの海賊ヘンリー・モーガンによる焼き討ちに遭うまで繁栄を極めた。
1530年代、フランシスコ・ピサロはパナマを拠点にインカを征服した。また、ペルー及び近隣植民地からスペイン本国への輸送ルートは、ほとんどがパナマを経由した。例えば、ポトシ銀山の銀は海路で太平洋側のパナマ市まで輸送された後、陸路でカリブ海側のポルトベロまで運ばれ、そこから再び海路でスペインに送られるなど、16世紀初頭にスペインはパナマ周辺地域の支配権を確立した。後にパナマはペルー副王領の一部となり、1718年にはヌエバ・グラナダ副王領に編入された。
16世紀から17世紀には、フランシス・ドレークやヘンリー・モーガンを始めとする英国の海賊がしばしば輸送拠点を襲撃したり、搬送物を略奪する等の行為を繰り返したりした。

## コロンビアとしての独立とアメリカ合衆国の関心

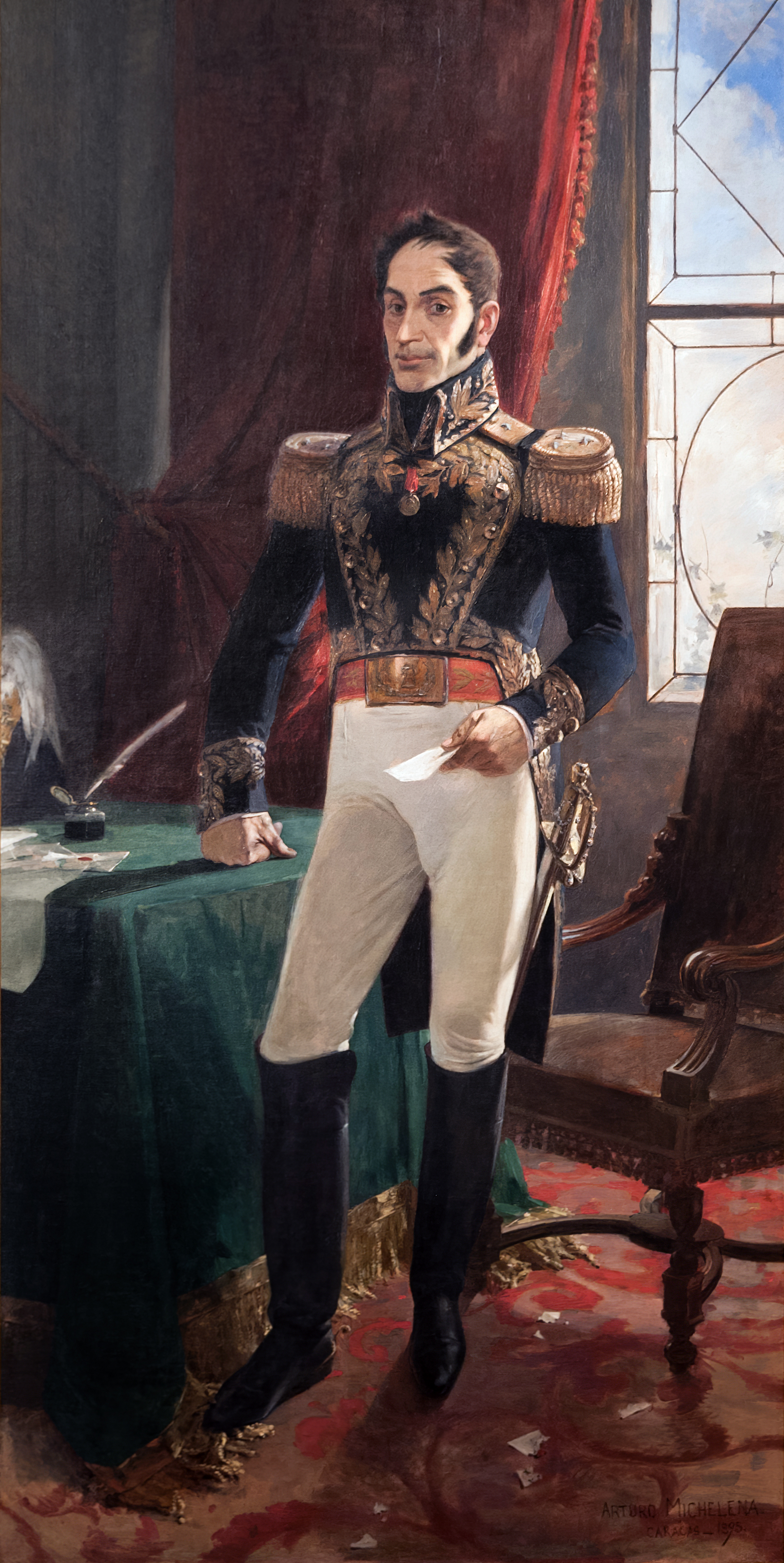
解放者シモン・ボリーバル

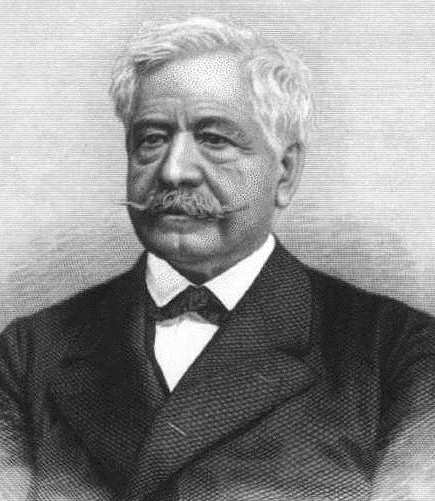
フェルディナン・ド・レセップス

1808年に、フランス帝国のナポレオン・ボナパルトが兄のジョゼフをスペイン王ホセ1世に据えると、それに反発する住民暴動から、スペイン独立戦争が勃発。インディアス植民地はホセ1世への忠誠を拒否し、独立のための戦いが始まった。ベネスエラのカラカス出身の解放者シモン・ボリーバルは不屈の闘争の末に、1819年8月にボヤカの戦いに勝利してヌエバ・グラナダを解放すると、1821年にはカラボボの戦い (1821年)に勝利し、ベネスエラの解放を不動のものにした。同年11月28日、パナマはボリーバルの主催する大コロンビアの一部としてスペインから独立した。1826年にはボリーバルの呼びかけで米州の相互防衛と将来的な統一を訴えるパナマ議会がパナマ市で開催されたが、この会議は失敗に終わった。コロンビアによる支配への不満から反乱が発生するようになった。
1830年にボリーバルが失脚してベネスエラのホセ・アンオニオ・パエスがベネスエラ共和国のグラン・コロンビアから独立を宣言すると、それまで「南部地区」と呼ばれていたキトやグアヤキル、クエンカもエクアドル共和国として独立を宣言し、最後に残ったヌエバ・グラナダもラファエル・ウルダネータ将軍が1831年に失脚したために、ヌエバ・グラナダ共和国のグラン・コロンビアからの独立を宣言し、パナマもヌエバ・グラナダの一部として独立した。こうしてボリーバルの目指したラテンアメリカ統合の夢と共にグラン・コロンビアは崩壊し、解放者は敗北して死んだ。
1846年、アメリカ合衆国は、パナマにおけるヌエバ・グラナダ共和国（ほぼ現在のコロンビア共和国に相当）の主権を承認することでパナマ地峡の通行権を獲得した。アメリカ合衆国が米墨戦争でメキシコから北半分の領土を奪い、1848年にカリフォルニアでゴールドラッシュが始まった1840年代以降、アメリカ合衆国東部の人々はオレゴン、カリフォルニア等のアメリカ合衆国西岸への移住にパナマ地峡を利用し、交通の要衝としてのパナマの重要性は高まった。1848年、アメリカ合衆国の会社が、パナマ・コロン地峡横断鉄道の敷設権を獲得した。1850年に着工したパナマ・コロン鉄道敷設工事は、1855年に完了した。
1855年、パナマはヌエバ・グラナダから自治権を獲得した。1863年、グラナダ連合でリオ・ネグロ憲法が制定され、八州が独自の外交権を持つ分権的な連邦国家コロンビア合衆国が成立すると、パナマも連邦の一州として実質的な独立を達成したが、1866年に再びコロンビアによる直接支配が復活した。パナマではコロンビアに対する反乱が頻発するがいずれも失敗に終わった。
スエズ運河建設に携わったフランス人技師レセップスは、コロンビアから運河建設権を買い取り、1881年から1889年までパナマ運河建設を進めたが、技術的な問題と伝染病の蔓延、さらに資金調達に失敗したこと等により建設は中止された。この過程で運河建設のためにカリフォルニアから中国人労働者（クーリー）やジャマイカから英語を話す黒人労働者、フランス領セネガルからアフリカ人労働者、ヨーロッパからイタリア人労働者などが導入された。
1885年の自由党の反乱を鎮圧した保守党のラファエル・ヌニェスによって1886年にリオ・ネグロ憲法の放棄と新憲法が制定され、中央集権色の強いコロンビア共和国が成立した。こうして一時的に不安定なコロンビアにも保守党による支配権が確立したが、1894年にヌニェスが死去すると、1899年に自由党のカウディーリョだったラファエル・ウリベ・ウリベ将軍が蜂起し、千日戦争が勃発した。この内戦は1902年まで続き、およそ10万人の死者を出した。
一方アメリカ合衆国では、1890年に海軍大学の教官であったマハンが『海上覇権論』においてカリブ海と地中海を比較し、アメリカ合衆国の国防的観点から、地中海にスエズ運河があるようにカリブ海にも運河が必要であるとの議論を展開した。1898年の米西戦争を契機にアメリカ合衆国では、太平洋と大西洋を繋ぐ運河が中米に必要であるとの考えが浸透した。また、1901年にマハンの教えを受けたセオドア・ルーズベルトがアメリカ合衆国大統領に就任し、アメリカ合衆国は太平洋と大西洋を繋ぐ運河を中米に建設することになった。
アメリカ合衆国では、中米における運河建設計画としてニカラグア案とパナマ案が提示され、1902年、レセップスが設立した新パナマ運河会社から運河建設等の権利を買い取るパナマ案が議会で採用された（スプーナー法）。ただし、新パナマ運河会社がコロンビアから運河建設権を付与された際に、運河建設権を外国政府に譲渡してはならないとの条項があったため、アメリカ合衆国とコロンビアは、コロンビアが新パナマ運河会社の運河建設権をアメリカ合衆国に売却することを認めること、運河地域の排他的管理権等をアメリカ合衆国に付与すること、また、アメリカ合衆国は一時金1,000万ドル及び運河地域の年間使用料として25万ドルをコロンビアに支払うこと等を規定したヘイ・エラン条約に署名した。

## 独立の達成
千日戦争が終結すると、アメリカ合衆国のセオドア・ルーズベルト政権はコロンビア政府にヘイ・エラン条約の批准を要求したが、コロンビア上院はこの屈辱的な条約の批准を拒否したため、新パナマ会社のフィリップ・ビュノー・バリーヤはマヌエル・アマドール・ゲレーロらの分離独立派とニューヨークで会談し、これを支援することが決定した。これにより1903年11月3日、アメリカ海軍の後ろ盾の元にパナマ共和国はコロンビアからの独立を宣言した。アメリカ合衆国は11月13日にパナマ共和国を承認した。
11月18日、アメリカ合衆国はパナマ人不在のままにパナマと運河建設に関する条約（ヘイ・ビュノー・バリリャ条約）に署名し、一時金1,000万ドル及び運河地域（パナマ運河地帯）の年間使用料として25万ドルをパナマに支払うことと引き換えに、運河建設権、運河地域の永久租借権及び排他的管理権を獲得した。また、アメリカ合衆国はパナマの独立を保障しパナマ国内に混乱が生じた際には混乱を解決するために介入する権利も得た。この権利によりアメリカ合衆国は、パナマ運河建設中だけではなく、運河完成後もパナマ内政へ介入した。
1904年、制憲議会において採択されたパナマ憲法では大統領及び副大統領2名、一院制議会、最高裁判所等に関する条項が規定され、アマドールが初代大統領に選出された。

## パナマ運河の完成と対米関係
1914年、パナマ運河が完成したが、アメリカ合衆国は運河地域だけではなくパナマ全域で直接的な介入を行った。パナマは、アメリカ合衆国の影響下に置かれ、1925年の海兵隊の上陸などの軍事介入をたびたび経験した。1920年代になっても国内の政情不安は解決されなかった。
1931年、アルヌルフォ・アリアスを指導者とする反米ナショナリストグループ「共同行動」がクーデターにより政権を奪取したが、アメリカ合衆国は介入しなかった。1932年、アルモディオ・アリアス（アルヌルフォ・アリアスの兄）が大統領に選出された。その後数年間アメリカ合衆国との関係は前進し、1939年にはヘイ・ビュノー・バリリャ条約の改訂条約である友好協力条約（アリアス・ルーズベルト条約）が成立した。同条約では、運河地域の年間使用料が43万ドルに引き上げられ、アメリカ合衆国がパナマの独立を保障するという条項は削除された。また、アメリカ合衆国はパナマへの内政干渉権を放棄したが、有事の際には運河防衛のためパナマ領内に軍隊を派遣する権利を獲得した。
1940年、アルヌルフォ・アリアスが大統領に就任し、アメリカ合衆国が要求した運河地域外の基地用地の貸与を拒否する等反米的な政策を展開したが、1941年に国家警備隊により追放されキューバに亡命した。アリアスに代わって大統領に就任したデ・ラ・グアルディアは、1942年にアメリカ合衆国に対する基地貸与協定を成立させ、パナマは、1942年に連合国側として第二次世界大戦に参加した。
1942年の基地用地貸与協定では、第二次世界大戦終了後1年以内に返却することが規定されていたが、1946年、アメリカ合衆国政府は貸与期間の延長を求めた。当時大統領であったヒメネスは、1947年、アメリカ合衆国との貸与期間延長協定に合意したが、パナマ国民の抗議運動が活発化したことから議会は批准せず、パナマが用地を貸与した運河地域外の基地から米軍は撤退した。
大戦中は、パナマが用地を貸与した米軍基地の存在もありパナマ経済は好調だったが、戦後は、インフレ、失業、債務等の問題が生じ、人口増加がそれを加速させた。1949年、レモン国家警備隊司令官の支援によりアルヌルフォ・アリアスが再び大統領に就任した。しかし、1951年、アリアスが国会を解散しストライキが発生すると、レモンはアリアスを追放した。1952年、レモンは、大統領に選出され教育及び税制等の改革を実施したが1955年に暗殺された。

## 反米運動の激化と軍事政権の成立

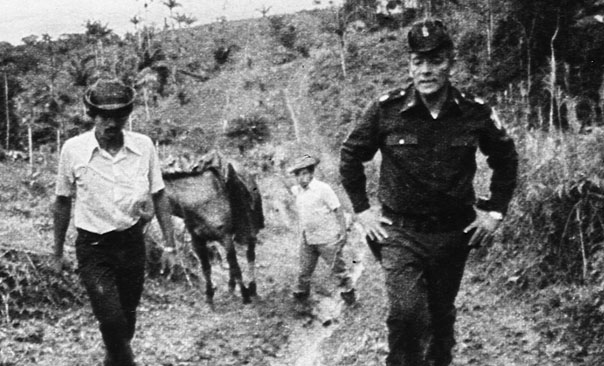
農民と写るオマール・トリホス将軍（右）

1955年、アメリカ合衆国がパナマに支払う運河地域の年間使用料は43万ドルから193万ドルに引き上げられた（レモン・アイゼンハワー条約）が、1956年にエジプトがスエズ運河を国有化したことからパナマでも運河の国有化要求が高まった。
1964年1月には運河地域にある高校にパナマ国旗を掲げようとした学生等20数名が死亡する事件（国旗事件）が発生し、当時大統領であったチアリは、アメリカ合衆国との外交関係を断絶した。3ヵ月後、外交関係再開と共に、新しい運河条約の交渉を開始することが決定された。10月に大統領に就任したロブレスは新しい運河条約の交渉を開始し、1967年、アメリカ合衆国とパナマは、新しい運河条約草案を発表した。
1968年、アルヌルフォ・アリアスが大統領に選出されたが、オマル・トリホス中佐等のクーデターにより失脚しアメリカ合衆国に亡命した。暫定執政評議会により政党は解散させられ、国家警備隊最高司令官となったトリホスが政治の実権を握った。1972年、新議会が制定した新憲法により大統領制は維持されたが、トリホスは政府主席として大統領と同様の権限を得て、農地改革、農村開発、道路整備等を実施し地方の開発を推進し、左派ポプリスモ的な政策を実施した。この過程で労働運動関係者や学生運動家が登用され、パナマ労働者全国センター（CNTP）や全国協同農場連盟（CONAC）が設立され、労働法も制定された。

## 新運河条約
1964年の事件をきっかけとしてアメリカ合衆国政府内でも運河をパナマに返還すべきであるとの議論が高まった。1970年、トリホスは1967年の運河条約草案を破棄し、改めて新しい運河条約の交渉を開始した。1973年には、パナマにおいて国際連合安全保障理事会が開催され、パナマ運河に対するパナマの主権を認め、ヘイ・ビュノー・バリリャ条約を破棄し、パナマの主権を尊重した新条約を成立させることを勧告する決議案が提案された。この決議案は、アメリカ合衆国の拒否権発動により採択されなかったが、理事15カ国のうちアメリカ合衆国及び英国を除く13カ国の支持を得た。
また、1974年には、ヘイ・ビュノー・バリリャ条約及びその改訂条約を破棄すること、運河地域の貸与を期限付きのものとすること、新条約に規定された貸与期間満了と同時に運河地域におけるアメリカ合衆国の管理権は失効し、パナマに運河が返還されること等を内容とする新しい運河条約の原則（キッシンジャー・タック宣言）が発表され、条約交渉は前進した。
1977年に新しい運河条約及び運河中立条約（トリホス・カーター条約）がトリホスとカーターアメリカ合衆国大統領により署名された。新運河条約は、1999年12月31日までアメリカ合衆国が運河の運営・維持・防衛を行うことを規定し、アメリカ合衆国は返還まで通航料収入の一部をパナマに支払うことになった。運河中立条約は、全ての国家に運河通航権があるとしながらも、パナマ及びアメリカ合衆国が運河中立維持のため運河の防衛にあたると規定している。1979年に二つの条約は発効した。

## ノリエガによる支配
1978年、オイル・ショックの影響による経済の不安定化と、運河交渉の終結のためにトリホスは政党活動を公認し、クーデター後アメリカ合衆国へ亡命していたアルヌルフォ・アリアスの帰国を認め、10月には政府主席を辞任した。しかし、トリホスは国家警備隊最高司令官として政治的実権を維持し、1979年にはメキシコの制度的革命党 (PRI) をモデルとして民主革命党 (PRD) を組織し労働者、農民及び学生等を体制に編入することで支持基盤を強化したが、1981年7月に飛行機事故により死亡した。
トリホスの事故死及びメキシコの通貨危機によりパナマの政治・経済は不安定化した。トリホスが政府主席を辞任した1978年10月に大統領に就任したロヨは、1982年7月に病のため辞任し、エスプリエリャが大統領となったが、そのエスプリエリャも1984年2月に辞任し、イリュエカが大統領に就任した。
また、トリホスの死後も国家警備隊が政治的実権を維持していたが、1983年にマヌエル・ノリエガが最高司令官に就任し、国家警備隊を国家防衛軍に改編した頃より軍事政権に対する批判が強まった。
1984年5月には、クーデター後初めて大統領選挙が実施され、アルヌルフォ・アリアスを下したバルレッタが大統領に就任した。しかし、バルレッタは、スパダフォラ元保健次官殺害事件等で軍部と対立し、1985年9月に大統領を辞任したため、副大統領だったデルバジェが大統領に就任した。
1987年6月、国家防衛軍参謀総長を務めたエレーラが、1984年の大統領選挙における不正工作、スパダフォラ元保健次官殺害、麻薬密売等に関与したとしてノリエガを告発した。この告発を契機としてノリエガ退陣・民主化運動が発生し、野党政治家、市民団体及び経済団体からなる市民十字軍が組織されたが、政府は非常事態を宣言し、反政府系マスメディアを閉鎖するなどノリエガ退陣・民主化運動を抑圧した。
1988年2月、アメリカ合衆国フロリダ大陪審は、麻薬密売容疑によりノリエガを起訴した。アメリカ合衆国政府・マスコミも一斉にノリエガ退陣・キャンペーンを行った。3月になり、アメリカ合衆国はノリエガの退陣とパナマの民主化を求め経済制裁等を実施し、パナマに対して圧力を加えた。ノリエガに対するクーデター未遂事件が発生するなど政情不安が続いた。デルバジェ大統領は、ノリエガ司令官の解任を決定したが、逆に大統領が国会によって解任され、マヌエル・ソリス・パルマが大統領代行大臣に就任した。1989年5月に実施された大統領選挙ではエンダラを擁する民主化勢力（民主連合 (ADOC) ）が勝利したが、政府はこれを認めず、選挙裁判所により選挙は無効とされ、国内は混乱した。
このような事態はソリス・パルマの任期が終わる8月末になっても解決されず、1989年9月にフランシスコ・ロドリゲスが暫定大統領に就任したが、アメリカ合衆国を始め多くの国はこれを承認せず、パナマは国際的に孤立した。

## 米軍侵攻と民主化

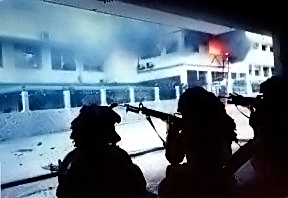
パナマ侵攻時のアメリカ軍

パナマの民主化とノリエガ退陣を求めるアメリカ合衆国との関係は悪化したが、アメリカ合衆国は、1989年10月に発生したヒロルディ少佐ら軍の一部によるクーデターを支援せず、クーデターは鎮圧され失敗に終わった。しかし、12月20日になりアメリカ合衆国は「正当な理由作戦」（Operation Just Cause）により、米軍24,000人をパナマに侵攻させ、エンダラが大統領に就任した。三日間の戦闘で数百～数千人のパナマ人が死亡した。
1990年1月、ノリエガは米軍に投降しその後アメリカ合衆国に身柄を移送され、1992年4月にマイアミで麻薬密売容疑等により禁錮40年の判決を受けた（後に30年に減刑された）。また、国家防衛軍は解体され、非軍事的性格の国家保安隊（国家警察隊、海上保安隊及び航空保安隊で構成される）に再編された。
米軍侵攻後に成立したエンダラ政権では、民主主義体制の定着と国際社会への復帰、軍事政権末期に悪化した経済の回復が課題となった。
1991年12月、パナマはグアテマラ、エルサルバドル、ホンジュラス、ニカラグア、コスタリカと共に中米統合機構 (SICA) 設立に関するテグシガルパ議定書に署名（批准は1996年）し、中米統合プロセスに参加することになった。また、1994年にはリオ・グループに再加盟し、さらにラテンアメリカ12カ国及びカリブ共同体 (CARICOM) 加盟国と共に、カリブ諸国連合 (ACS) を結成した。
軍事政権末期にパナマ経済は悪化したが、エンダラ政権では国際的支援による1992年の国際金融機関との債務延滞の解消、好調な建設部門等により比較的高い経済成長を達成した。しかし、失業、貧困問題の悪化から、国民の不満は高まった。
1994年5月に実施された大統領選挙では、与党アルヌルフィスタ党からアリアス大統領の夫人だったモスコソを始め、バヤダレス (PRD) 、ブレイズ（パパエゴロ党）、カルレス（モリレナ党）、バヤリーノ（キリスト教民主党）、ルイス（連帯党）、ムニョス（パナメニスタ教義党）の7名が立候補したが、野党PRDのバヤダレスが総投票数の33.3%を獲得して勝利し、同年9月に大統領に就任した。同時に行われた国会議員選挙でもPRDは同盟党の議席と併せ国会における過半数の議席を獲得した。
10月、国会は憲法改正法案を可決し、軍隊廃止及びパナマ運河庁 (ACP) に関する規定等を盛り込んだ憲法改正が成立した。1997年9月、新運河条約に規定された1999年12月までの米軍撤退のプロセスであるアメリカ合衆国南方軍司令部の閉鎖式が行われた。
バヤダレス政権は、1997年9月に世界貿易機関 (WTO) へ加盟する等、パナマの世界経済への統合を推進すると共に、国営電話通信会社 (INTEL) 及び国営電気会社 (IRHE) 等の国営企業を民営化し、その売却益を開発信託基金 (FFD) として運用し、さらに自由競争及び消費者問題委員会 (CLICAC) 及び公共サービス監視機構 (Ente Regulador de los Servicios Públicos) 等を設置し、国内企業の生産性及び競争力向上に努めた。
1998年8月、バヤダレスは、国民投票（形式的には大統領の連続再選を可能とする憲法改正の是非を問うものだったが、実際はバヤダレスの再選を国民に問うものであった）を実施したが、改正案は否決された。

## モスコソ政権の成立と運河返還

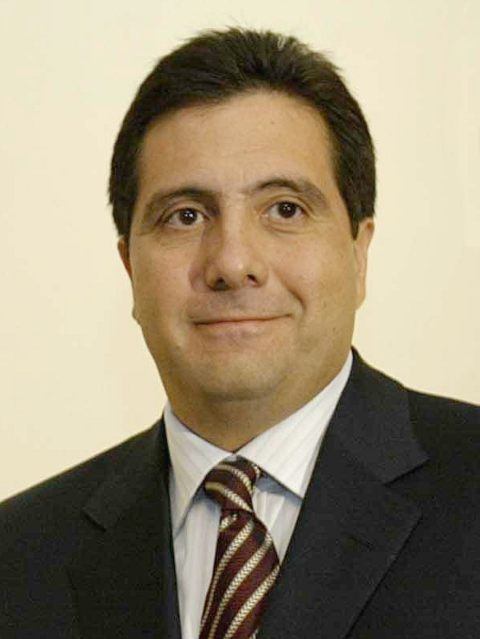
マルティン・トリホス前大統領

与党PRDでは、バヤダレスが再選を目指し国民投票を実施したことから候補者選出が難航したが、当時35歳だったマルティン・トリホス（父親はトリホス国家警備隊最高司令官）が候補者に選出された。一方、野党アルヌルフィスタ党でも候補者選出は難航し、党内予備選挙でモスコソに敗れたバヤリーノがアルヌルフィスタ党を離党しキリスト教民主党から大統領に立候補した。
1999年5月に実施された大統領選挙では、野党アルヌルフィスタ党のミレーヤ・モスコソが総投票数の43.0%を獲得して勝利し、同年9月にパナマ史上初の女性大統領となった。一方、同時に実施された国会議員選挙ではPRDが善戦し、71議席中34議席を獲得した。
1999年12月14日、新運河条約に基づき、ミラフローレス閘門に設けられた特設会場において運河返還式典が実施され、各国代表の出席の下、モスコソは、カーター元アメリカ合衆国大統領と運河返還に関する文書を交換した。また、12月31日正午にパナマ運河及び運河流域がアメリカ合衆国からパナマに返還された。
運河返還後の対米関係の構築及び中米諸国との連帯がモスコソ政権の外交課題であったが、アメリカ合衆国とは運河返還に前後して経済と環境、貿易と農業、司法改革、安全保障をテーマに協議が行われた。2003年6月に訪米したモスコソはブッシュアメリカ合衆国大統領との会談で二国間自由貿易協定 (FTA) 交渉開始に合意し、2004年4月から交渉が開始された。さらに、2000年7月から12月及び2003年1月から6月まで中米統合機構 (SICA) 議長国を務め、第19回サンホセ・フォーラム（2003年5月）、日・中米フォーラム（2003年5月）等を主催した。また、中米との自由貿易協定 (FTA) を推進しており、エルサルバドルとのFTAは2003年4月に発効し、コロンビア及びドミニカ共和国とは貿易リストの拡大に合意した。
2003年11月3日、パナマは共和国100周年を迎え、世界各国から代表を招き祝賀行事が行われた。
モスコソ政権は、貧困緩和、人権擁護、社会正義の実現、環境保護を基本政策として、50億ドル以上を投資し社会政策を実施したが、有能な経済政策立案スタッフの不足、2001年9月11日にアメリカ合衆国で起きた同時多発テロを契機とする世界経済の停滞、ブラジル・アルゼンチンの経済危機等により、経済成長は鈍化し失業率が上昇した。2002年以降、開発信託基金法及び両洋間地域庁設置法の一部改定及び税制改革等を行い、また、アメリカ合衆国経済の回復、政府による投資効果（インフラ投資による建設ブーム）、港湾・通信・観光部門の成長によりパナマの経済状況は改善したが、モスコソ政権に対する国民の支持は回復しなかった。
2004年5月に実施された総選挙では、アレマン元外相を擁する与党アルヌルフィスタ党は、モスコソ政権に対する国民の支持が低いこと、エンダラ元大統領が所属していたアルヌルフィスタ党からではなく連帯党から立候補し、アルヌルフィスタ党の支持基盤が分裂したことなどにより惨敗し、マルティン・トリホスを擁した野党PRDが圧倒的勝利を収め、失業、汚職、貧困への対策を掲げた同候補が大統領に当選した。
しかし、2005年6月に制定された社会保険庁改革法により年金受給年齢の引き上げが決定されると、労働者や学生が猛反発し、各地で大規模なデモが起きた。福祉重視か福祉軽視かの二択で揺れ動くトリホス政権の基盤は揺らいでいる。
2009年5月の総選挙においては、民主変革党（CD）から立候補したマルティネリが「変革」を訴えて国民の幅広い支持を獲得し、60%もの高い得票率で大統領に当選した。年金改革や教育カリキュラム改革、都市交通問題への対処等の選挙公約を実行しつつある。